# Medalla de la 3a Guerra de la Xina
| Medalla de la 3a Guerra de la Xina |
| ---------------------------------- |
| Insígnia                           |
| Galó                               |

La Medalla de la 3ª Guerra de la Xina o Medalla de la Guerra de la Xina (1900) (anglès:Third China War Medal or China War Medal (1900)) és una medalla de campanya britànica, creada per Eduard VII el 1901 per ser atorgada als membres de les forces armades britàniques i de l'Imperi Britànic que van participar en la defensa contra la Rebel·lió Boxer a la Xina el 1900-1901, també anomenada la 3a Guerra Xinesa.
Era atorgada en plata pels combatents i en bronze pels nadius, nominalment indis.
També va ser atorgada a 550 membres del personal naval australià.
El disseny era el mateix que en les altres dues medalles de Guerres a la Xina.

## Disseny
Una medalla circular de plata de 36mm de diàmetre. A l'anvers apareix la imatge coronada de la reina Victòria amb la inscripció "VICTORIA REGINA ET IMPERATRIX". Al revers apareix l'escut reial en un escut, davant d'un canó, amb la inscripció "ARMIS EXPOSCERE PACIM" i "CHINA 1900".
Penja d'un galó vermell amb les puntes grogues, igual que les altres dues medalles de les guerres de la Xina.

### Barres
- Taku Forts – atorgada al personal naval del contingent britànic de la flota internacional que participà en l'atac als Forts Taku al riu Peiho.
- Defence Of Legations – atorgada als 80 Marines Reials i als homes irregulars de la Guàrdia de la Legació Britànica, que van ajudar a la defensa del Barri de les Ambaixades a Pequín durant 55 dies.
- Relief Of Pekin – atorgada al personal de l'exèrcit britànic i indi i als membres de la Marina Reial que van participar en l'alliberament de les ambaixades a Pekín com a part de la força de relleu comandada per Alfred Graf von Waldersee o com a part de la brigada naval de Edward Seymour.